# روبرت وتوماس وينتور
روبرت وينتور (بالإنجليزية: Robert Wintour)‏‏ (1568 - تُوفي في 30 يناير 1606) وتوماس وينتور (بالإنجليزية: Thomas Wintour)‏‏ (1571 أو 1572 - تُوفي في 31 يناير 1606) كانا عضوين في مجموعةِ الكاثوليك الإنجليزية الإقليمية التي خَططت لمؤامرة البارود الفاشلة عام 1605.